# العلاقات البنمية البيروية
العلاقات البنمية البيروفية هي العلاقات الثنائية التي تجمع بين بنما وبيرو.

## مقارنة بين البلدين
هذه مقارنة عامة ومرجعية للدولتين:
| وجه المقارنة                                              | بنما                      | بيرو                                   |
| --------------------------------------------------------- | ------------------------- | -------------------------------------- |
| المساحة (كم2)                                             | 74.18 ألف                 | 1.29 مليون                             |
| عدد السكان (نسمة)                                         | 4.10 مليون                | 32.16 مليون                            |
| الكثافة السكانية (ن./كم²)                                 | 55.27                     | 24.93                                  |
| العاصمة                                                   | بنما                      | ليما                                   |
| اللغة الرسمية                                             | اللغة الإسبانية           | اللغة الإسبانية، اللغة الأيمرية، كتشوا |
| العملة                                                    | بالبوا بنمي، دولار أمريكي | سول بيروفي جديد                        |
| الناتج المحلي الإجمالي (بليون دولار)                      | 61.84 مليار               | 211.39 مليار                           |
| الناتج المحلي الإجمالي (تعادل القوة الشرائية) بليون دولار | 87.37 مليار               | 393.13 مليار                           |
| الناتج المحلي الإجمالي الاسمي للفرد دولار أمريكي          | 13.27 ألف                 | 6.03 ألف                               |
| الناتج المحلي الإجمالي للفرد دولار أمريكي                 | 20.89 ألف                 | 11.99 ألف                              |
| مؤشر التنمية البشرية                                      | 0.780                     | 0.740                                  |
| رمز المكالمات الدولي                                      | +507                      | +51                                    |
| رمز الإنترنت                                              | .pa                       | .pe                                    |
| المنطقة الزمنية                                           | 00                        | توقيت بيرو، 00                         |

## مدن متوأمة
في ما يلي قائمة باتفاقيات التوأمة بين مدن بنمية وبيروفية:
- ترتبط بنما مع بايتا باتفاقية توأمة منذ 1989.
- ترتبط Balboa, Panama [الإنجليزية]‏ مع بايتا باتفاقية توأمة.

## منظمات دولية مشتركة
يشترك البلدان في عضوية مجموعة من المنظمات الدولية، منها:
| علم المنظمة | اسم المنظمة                                                          | تاريخ انضمام بنما | تاريخ انضمام بيرو |
| ----------- | -------------------------------------------------------------------- | ----------------- | ----------------- |
|             | يونسكو                                                               | 10 يناير 1950     | 21 نوفمبر 1946    |
|             | الفريق المعني برصد الأرض                                             | ?                 | ?                 |
|             | مؤسسة التمويل الدولية                                                | 20 يوليو 1956     | 20 يوليو 1956     |
|             | المركز الدولي لتسوية المنازعات الاستشارية                            | 8 مايو 1996       | 8 سبتمبر 1993     |
|             | منظمة حظر الأسلحة الكيميائية                                         | ?                 | ?                 |
|             | مؤسسة التنمية الدولية                                                | 1 سبتمبر 1961     | 30 أغسطس 1961     |
|             | منظمة التجارة العالمية                                               | ?                 | ?                 |
|             | وكالة حظر الأسلحة النووية في أمريكا اللاتينية ومنطقة البحر الكاريبي ‏ | ?                 | ?                 |
|             | وكالة ضمان الاستثمار متعدد الأطراف                                   | 21 فبراير 1997    | 2 ديسمبر 1991     |
|             | الاتحاد البريدي العالمي                                              | ?                 | ?                 |
|             | منظمة الشرطة الجنائية الدولية                                        | ?                 | ?                 |
|             | الأمم المتحدة                                                        | 13 نوفمبر 1945    | 31 أكتوبر 1945    |
|             | الاتحاد الدولي للاتصالات                                             | 14 يوليو 1914     | 12 يوليو 1915     |
|             | البنك الدولي للإنشاء والتعمير                                        | 14 مارس 1946      | 31 ديسمبر 1945    |

## وصلات خارجية
- موقع وزارة الخارجية البنمية
- موقع وزارة الخارجية البيروفية